# Johannesteijsmannia
Johannesteijsmannia je nevelký rod palem, zahrnující pouze 4 druhy. Jsou rozšířeny v jihovýchodní Asii, kde rostou v podrostu tropického deštného lesa. Jsou to palmy velmi neobvyklého vzhledu s rozměrnými celistvými listy a krátkým, někdy i podzemním kmenem.
Listy slouží domorodcům zejména jako výborná krytina na střechy. Tyto vzácné palmy jsou velmi vyhledávány pěstiteli a jsou považovány za nejkrásnější palmy na světě.

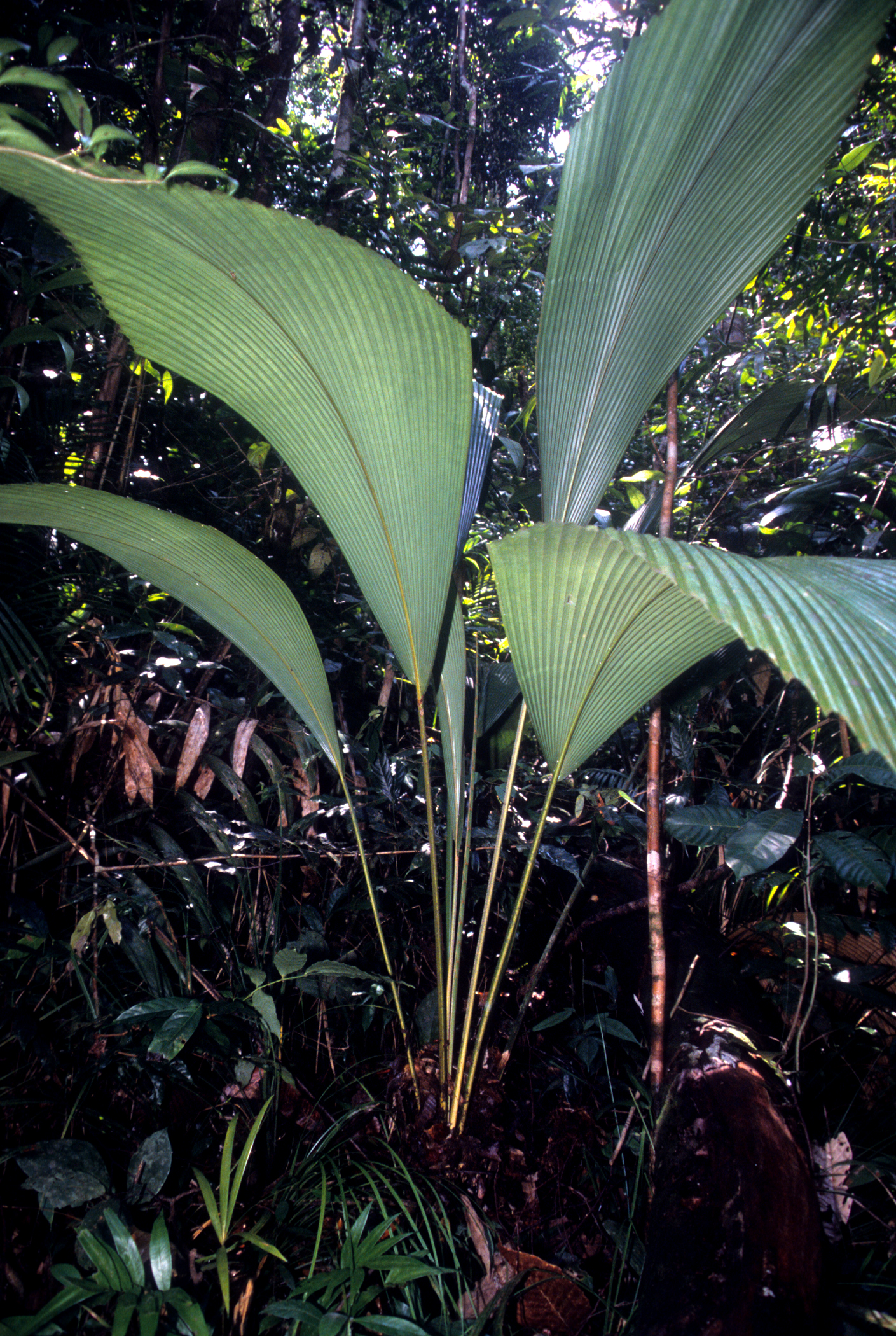
Johannesteijsmannia altifrons ve svém přirozeném prostředí v Malajsii

## Popis
Zástupci tohoto rodu jsou solitérní, otrněné, jednodomé palmy. Kmen je velmi krátký, přímý nebo poléhavý, někdy jen podzemní. U druhu J. perakensis dosahuje délky až 4 metry, ostatní druhy jsou bezkmenné. Listy jsou rozměrné, celistvé, v obrysu kosočtverečné až široce kopinaté, na rubu s bílým oděním, dosahující délky 3 až 7 metrů. Na okraji čepele jsou ve spodní části ostny. Listové pochvy jsou zprvu trubkovité, později se rozpadající na změť vláken.
Žilnatina je v podstatě zpeřená, střední žebro probíhá čepelí téměř po celé její délce. Řapík je dobře vyvinutý, v průřezu trojúhlý, na okraji s drobnými, ostrými zuby. Hastula je patrná pouze u rozvíjejících se listů a později mizí.
Květenství jsou krátká, větvená do 1 až 5 řádů, s plstnatou stopkou. Květy jsou smetanově bílé, silně vonné, oboupohlavné, v rámci květenství jednotlivé nebo po 2 až 4 ve vijanech. Kalich (botanika) je miskovitý a zakončený 3 mělkými laloky. Koruna je do 2/3 až téměř k bázi členěná na 3 dužnaté, trojúhelníkovité laloky. Tyčinek je 6 a mají velmi široké, na bázi srostlé nitky. Gyneceum je složeno ze 3 plodolistů, které jsou ve spodní části volné a v čnělkové části srostlé v jedinou, protáhlou a tenkou čnělku zakončenou tečkovitou bliznou. Plody jsou jednosemenné a kulovité nebo dvou až trojsemenné a laločnaté peckovice. Mezokarp je korkovitý, za zralosti hnědý a rozpraskaný do pyramidálních políček tvořících povrch plodu. Pecka (endokarp) je tvrdá.

## Rozšíření
Rod zahrnuje 4 druhy. Je rozšířen v tropické Asii. Druh J. altifrons se vyskytuje v oblasti od jižního Thajska přes pevninskou Malajsii po severní Sumatru a Borneo, zbývající 3 druhy jsou endemity Malajsie. Rostou v podrostu nedotčeného tropického deštného lesa a jsou velmi citlivé na narušení prostředí.
J. altifrons je v některých oblastech hojným druhem, zejména v některých oblastech jižní i severní části Malajského poloostrova a na severní Sumatře. V rámci Bornea se zřejmě vyskytuje pouze v Sarawaku. Roste v nadmořských výškách od úrovně moře až po 1200 metrů. Ostatní druhy mají pouze lokální výskyty na Malajském poloostrově.

## Název
Rod Johannesteijsmannia byl pojmenován po nizozemském botanikovi jménem Johannes Elias Teijsmann, který žil v 19. století. Je to nejdelší rodové jméno palmy a jeden z nejdelších názvů rostlin vůbec.

## Taxonomie
Rod Johannesteijsmannia je v rámci systému palem řazen do podčeledi Coryphoideae, tribu Livistoneae a subtribu Livistoninae. Podle výsledků molekulárních studií je sesterským rodem rovněž asijský rod Pholidocarpus.
Johannesteijsmannia byla poprvé popsána pod názvem Teysmannia altifrons v roce 1858 na základě materiálu, který byl nizozemskému botanikovi J. E. Teijsmannovi zaslán jeho známým ze Sumatry, K. F. Stijmanem. Později se ukázalo, že rodové jméno Teysmannia již nese rostlina z čeledi toješťovité. V roce 1961 pro něj proto Harold Emery Moore publikoval nové jméno Johannesteijsmannia. Až do vydání jeho monografie byl znám pouze jediný druh, J. altifrons.

## Význam
Palmy rodu Johannesteijsmannia jsou pěstiteli velmi vyhledávány, jsou však dosud v kultuře velmi vzácné. Jsou považovány za nejkrásnější palmy světa. Vyžadují stanoviště chráněné před větrem i slunečním úpalem, propustnou a humózní půdu a stejnoměrnou vláhu. Je možno je pěstovat v tropech i subtropech.
Listy těchto palem jsou domorodci místně hojně využívány jako výborná krytina na střechy. V některých oblastech Malajského poloostrova jsou jimi pokryty celé vsi. Domorodci také používají jednotlivé listy jako deštníky. Endosperm mladých plodů je jedlý.